# Martyrs de Kantara
Les martyrs de Kantara sont treize moines orthodoxes du monastère de Kantara à Chypre, persécutés puis exécutés en mai 1231 à la demande du pape Grégoire IX et sous la direction de son émissaire André. Après un procès d'inquisition pour avoir refusé l'utilisation du pain azyme pour l'eucharistie, ils sont enfermés, torturés puis brûlés vifs. L'un d'entre eux meurt en prison avant l'exécution. 
Ils sont vénérés dans l'Église orthodoxe et plus particulièrement dans l'Église de Chypre comme martyrs le 19 mai. L'histoire de leur martyre est en partie retracée grâce à un texte hagiographique datant des années 1270 appelé la Narration des Treize Martyrs.

## Histoire

### Sources
L'événement et l'éxecution des treize moines sont connus en partie par un texte rédigé vers 1270, appelé la Narration des Treize Martyrs ainsi que par des lettres échangées entre le patriarche de Constantinople Germain II et le pape Grégoire IX, où ils abordent l'événement. Des sources dominicaines postérieures mentionnent aussi les événements, notamment en attaquant les treize moines.
Hormis ces sources, il existe d'autres occurrences, relativement nombreuses, dans la littérature de la période. L'événement et le martyre sont considérés comme historiques par les historiens, bien que les récits hagiographiques doivent parfois être remis en cause.

### Contexte
Richard Coeur de Lion conquiert Chypre des mains de l'usurpateur byzantin Isaac Doukas Comnène puis, après une série de pérégrinations, vend l'île à Guy de Lusignan. Après la fondation du royaume de Chypre, une hiérarchie religieuse catholique parallèle à la hiérarchie orthodoxe préexistante s'installe. Aidés par le pouvoir royal et soutenus par les papes successifs, ils s'engagent dans une entreprise de conversions, pressions religieuses et luttes d'influences visant les communautés orthodoxes de l'île.
Ils sont aidés par l'exil forcé d'une grande majorité des évêques orthodoxes de l'île, ce qui ne laisse généralement que les monastères orthodoxes en première ligne, parmi lesquels se distinguent le monastère de Machairas et le monastère de Kantara, pour résister contre le pouvoir royal et papal.
Grégoire IX est connu comme étant un pape particulièrement intransigeant et violent ; en 1231, la même année que la mort des moines, il publie la bulle Excommunicatus, où il confirme que la peine à donner aux hérétiques est la mort.

### Persécution et exécutions
Le pape Grégoire IX prend des mesures pour convertir l'île au catholicisme, il ordonne qu'aucun poste ne soit donné à quiconque ne reconnaîtrait pas les pratiques latines. Puis, il envoie un émissaire dominicain sur l'île, André, qui s'engage dans une politique de persécutions visant les orthodoxes de l'île,.
Entre 1231 et 1233, une série de persécutions s'abat sur le clergé orthodoxe de Chypre. En particulier, treize moines du monastère de Kantara sont persécutés pour leur refus d'utiliser du pain azyme pour l'eucharistie,,,. Cet élément montre que le point de conflit est la question liturgique, principalement. Ils subissent un procès d'inquisition pour hérésie, puis sont enfermés pendant trois ans, par la haute-cour du royaume, composée de barons francs et de clercs catholiques. 
Les moines sont ensuite torturés, au moins une fois en public.  L'un d'entre eux meurt lors de l'emprisonnement et n'est pas exécuté. 
Sur l'ordre direct de Grégoire IX, qui instruit à l'archevêque catholique de l'île, Eustorge, de les considérer comme des hérétiques, ils sont tués,,, en étant brûlés vifs,,. L'exécution a lieu en mai 1231. Leurs os sont ensuite mélangés à ceux d'animaux pour éviter de produire des reliques.

### Conséquences
Le patriarche de Constantinople, Germain II, envoie une lettre au pape Grégoire IX pour mettre en cause sa responsabilité, et celle de Henri de Chypre, dans les exécutions. Le pape lui répond qu'il s'agit de « schismatiques », mais accepte de revenir en arrière sur la question de l'utilisation du pain azyme.
La mort des martyrs sert de catalyseur au ressentiment populaire, qui gagne en ampleur, et qui désire le rejet des autorités latines occupant l'île et de leur hiérarchie religieuse catholique,,. En particulier, le récit de la Narration compare les inquisiteurs catholiques aux grands-prêtres persécutant Jésus, Henri de Chypre à Ponce Pilate et le dominicain André à Caïphe,. En réalité, cela renforce plutôt les orthodoxes, qui, avec ces martyrs, deviennent plus fermes sur leurs positions.
Les monastères deviennent les lieux de résistance orthodoxes de l'île ; les tensions restent violentes et tendues entre les deux communautés jusqu'à 1260, où le pape Alexandre IV publie la Bulla Cypria, qui cherche une position de cohabitation, même si très en faveur de l'Église catholique et permet de faire un peu reculer les tensions.

## Postérité

### Recherche scientifique
Le fait que certains chercheurs catholiques occidentaux, comme Louis de Mas Latrie, évitent de mentionner l'événement dans leurs études sur l'histoire de Chypre est critiqué dans les études plus récentes, par exemple chez A. Nicolaou-Konnari.

### Vénération religieuse
Les treize moines sont considérés saints martyrs de l'Église orthodoxe, particulièrement dans l'Église de Chypre, où ils sont fêtés le 19 mai,.